# Ledvinová pánvička
Ledvinová pánvička je dutina uložená v ledvinové jamce a je obalena tukem. Její stěna je tvořena sliznicí s urotelem a vrstvou hladké svaloviny a slouží jako první, nízkokapacitní jímka na moč přitékající z ledvin. Směrem k ledvinové brance se ledvinová pánvička zužuje a přechází do močovodu.